# Blue Water High
Blue Water High es una producción australiana difundida por ABC.
Trata sobre el día a día de un grupo de estudiantes de Solar Blue, una academia de surf donde jóvenes de entre dieciséis años son seleccionados para pasar doce meses en un programa intensivo de surf en las playas del norte de Sídney.

## Temporadas

### Primera temporada
La primera temporada consta de 26 episodios. Los protagonistas: Adam Saunders es Heath, un chico tranquilo y bromista, es el fotógrafo del grupo, el cree que todo en la vida es suerte pero se va dando cuenta de que no es así todo casi en el último episodio. Está enamorado de Fly y en el episodio final se hacen novios; Tahyna Tozzi es Perri, la reina del glamour de la Costa Dorada, es buena pero a veces es un poco testaruda. Se va enamorando de Matt y se hacen novios; Sophie Luck es Fly, la menor, la chica buena, es amiga de todos y está enamorada de Heath (terminan saliendo juntos); Kate Bell es Bec, la local y de carácter fuerte, es buena y se enamora de Edge y a pesar de sus diferencias, terminan saliendo juntos; Khan Chittenden es Edge, agresivo y competitivo en la academia pero es así porque le cuesta expresar sus sentimientos. Se enamora de Bec y acaban saliendo juntos; Chris Foy es Matt, es una especie de chico perfecto. Se enamora de Perry y acaban saliendo juntos, y Mara Scherzinger es Anna, la famosa kitesurfista alemana, y muy reservada. Se hace novia del hermano de Bec. Al finalizar el año, dos de los estudiantes (una chica y un chico) ganan una invitación para participar en el circuito mundial.
La historia transcurre en la costa dorada (Australia), donde la escuela Solar Blue se encarga cada año de escoger a 7 candidatos en distintas series de competencias en surf, son 3 chicos y 4 chicas o 3 chicas y 4 chicos, que se van alternando cada año. Cuando ingresan todos tienen el propósito de ganar al final del año para estar en el circuito profesional. Viven en una casa compartiendo habitaciones Bec y Perry; Anna y Fly; Heath, Edge y Matt. Mientras están en Solar Blue viven aventuras, romances y desencuentros. Los ganadores son Fly (que pospone el circuito un año) y Edge.
Kain O'Keefe sale en la temporada como un chico malo enemigo de Heath (Adam Saunders) y Matt (Chris Foy).

### Segunda temporada
La segunda temporada se empezó a grabar en enero de 2006, en Sídney, Australia. Tiene 26 episodios. Con la participación de Ryan Corr como Eric Tanner, Lesley Anne Mitchell como Brooke, Taryn Marler como Rachel Samuels, Gabrielle Scollay como Amy Reed, James Sorensen como Mike Kruze y Trent Dalzell como Corey Petrie. Eric y Amy se vuelven pareja después de algunas relaciones fallidas por parte de Eric, Brooke y Mike se dan cuenta de los enamorados que están después de celos y espejismos con Brooke. Por otra parte, Rachel y Corey comienzan su relación en un viaje de pesca. Ahí Amy descubre el origen de Eric, del cual él se avergüenza, aunque termina superándolo con el apoyo de sus amigos. Fly Watson (Sophie Luck) regresa como entrenadora durante toda la segunda temporada, mientras que Heath (Adam Saunders) vuelve a la mitad de la serie como camarógrafo y retoma la relación con Fly.
Se estrenó el 28 de junio de 2006.
Matt (Chris Foy), Perri (Tahyna Tozzi), Deb (Nadine Garner), Edge (Khan Chittenden) y Bec (Kate Bell) han vuelto a aparecer en la segunda temporada en distintos episodios mostrando lo que fue de sus vidas después de Solar Blue...
Los ganadores de este año son Brooke y Eric.
Fly, decidida a ganar, retoma el circuito mundial y se va junto a los ganadores de ese año.

### Tercera temporada
La tercera temporada se empezó a filmar en octubre del 2007. Kate Bell regresa como Bec, siendo la nueva gerente de Blue Water. Consta también de 26 episodios.
Los nuevos alumnos de Solar Blue son Guy (Kain O'Keefe), Charley (Lachlan Buchanan), Adam (Eka Darville), Bridget (Cariba Heine), Loren (Amy Beckwith) y Casey (Rebecca Breeds). Sophie Luck aparece en un capítulo.
Luchan por conseguir entrar en el circuito profesional de surf, pero por medio estarán sus relaciones amistosas, amorosas y profesionales. Como siempre, solo pueden ganar 1 chico y 1 chica, que son Adam y Bridget, pero esta última decide ir a la Universidad y le cede el turno a Loren. En esta temporada salen una chica (Rikki) y un chico (Ash) de H2O. La serie acaba con la quiebra de Solar Blue.

## Reparto

### Primera temporada
- Rebecca "Bec" Sanderson - Kate Bell
- Dean "Edge" Edgely - Khan Chittenden
- Perri Lawe - Tahyna Tozzi
- Matt Leyland - Chris Foy
- Fiona "Fly" Watson - Sophie Luck
- Heath "Hit" Carroll - Adam Saunders
- Anna Petersen - Mara Scherzinger
- Craig "Simmo" Simmonds - Martin Lynes
- Jilly - Liz Burch
- Deb - Nadine Garner

### Segunda temporada
- Eric Tanner - Ryan Corr
- Amy Reed - Gabrielle Scollay
- Mike Kruze - James Sorensen
- Brooke Solomon - Lesley Anne Mitchell
- Cornelius "Cory" Petrie - Trent Dalzell
- Rachael Samuels - Taryn Marler
- Fiona "Fly" Watson - Sophie Luck
- Heath Carroll - Adam Saunders
- Craig "Simmo" Simmonds - Martin Lynes
- Jilly - Liz Burch
- Deborah Callum - Nadine Garner
- Nat - Ashley Cleade
- Luck - Zachary Garred
- Juez de competiciones - Kim Kyeli

### Tercera temporada
- Guy Spender - Kain O'Keefe
- Charley Prince - Lachlan Buchanan
- Adam Bridge - Eka Darville
- Bridget Sánchez - Cariba Heine
- Loren Power - Amy Beckwith
- Cassie Cometti - Rebecca Breeds
- Bec Sanderson - Kate Bell
- Gary Miller – Craig Horner
- Repartidor de pizzas - Burgess Abernethy

## Lista de episodios

### Primera temporada (2005)
La primera temporada consta de 26 episodios.
- 01. Los competidores
- 02. Ganadores y perdedores
- 03. Problemas en el paraíso
- 04. Fly cae en picado
- 05. Anna pierde su camino
- 06. Edge derrotado
- 07. Ayudar a los amigos
- 08. Hermanos y hermanas
- 09. Tiburones en mente
- 10. El tiempo lo es todo
- 11. Fuera de control
- 12. Sueños y dramas
- 13. Vida en peligro
- 14. Heath chico malo
- 15. Bromas salvajes
- 16. Es duro ser normal
- 17. El bajón de Perri
- 18. Ganar no lo es todo
- 19. Baile acertado, pareja equivocada
- 20. Miedo a las grandes olas
- 21. El beso
- 22. Material robado
- 23. Dura elección
- 24. La banda toca
- 25. Mentes sospechosas
- 26. Y el ganador es…

### Segunda temporada (2006)
La segunda temporada consta de 26 episodios. Los episodios de la segunda temporada no tenían nombres dados, sino que van numerados del 1 al 26.
Tienen como invitados a Heath Carroll (Adam Saunders) durante los 6 primeros capítulos hasta que recibe una oferta de trabajo en costa dorada. También esta Bec Sanderson (Kate Bell) por dos capítulos, después la recibieron en una academia de surf.
También sale Edge en un capítulo, cuando decide abandonar el circuito profesional. Y también aparecen Perri y Matt en el capítulo 25. Estos muestran que se han separado y dejan de ser pareja.

### Tercera temporada (2007)
Esta temporada consta de 26 episodios basados en competir más que nunca, por lo que surgen algunas peleas. Tienen como invitada a Fiona "Fly" Watson en el capítulo 11 (Sophie Luck). En la tercera temporada surgen parejas como: Adam y Cassie, Charlie y Loren, y Guy y Bridget solo son amigos.
En Latinoamérica se transmitió por el canal Boomerang, donde se emitieron todos los episodios. Actualmente están reemitiendo los episodios. En España la están pasando por el canal Neox, por la mañana.